# Фредерик VII
Фредерик VII, с рождено име Фредерик Карл Кристиан (6 октомври 1808 – 15 ноември 1863), е крал на Дания от 1848 до 1863 г. Той е последният датски монарх от по-стария кралски клон на Дома на Олденбург и също последният крал на Дания, който управлява като абсолютен монарх. По време на управлението си той подписва Конституция, която създава датски парламент и прави страната Конституционна монархия.